# 朱塞佩·莫罗
朱塞佩·莫罗（義大利語：Giuseppe Moro，1921年1月16日—1974年1月28日），意大利前男子足球运动员，场上位置是守门员。他曾代表意大利国家队参加1950年国际足联世界杯，结果获得第七名。